# 七洲列岛
七洲列岛，地理坐标为19°58′30″N 111°16′24″E / 19.97500°N 111.27333°E，又名“七洲峙”，隶属中国海南省文昌市。
七洲列岛位于海南岛东北侧海域，文昌市翁田镇与龙马乡交界的河门、白坪一带海滩，距七洲列岛仅十余海里。七洲列岛主要由北峙（北士）、灯峙、狗卵脬峙、平峙、赤峙、南峙（南士）、双帆等7个主要海岛组成，因此得名。总面积1.03 平方公里，最高点海拔174.6米，系花岗岩组成。除赤峙外，各岛均有植被，北峙有水源，并建有太阳能灯塔。北峙及南峙各有一天然海湾。周围海域水深20～68米。距南峙东数百米，就是“双帆”岛。
七洲列岛自古就被称为“文昌八景”之一。七洲列岛拥有世界罕见的海蚀隧道地质奇观：几乎每一座岛屿都有洞穴，双帆岛和灯峙上的洞穴穿透了整座岛屿，形成可行舟的"隧道"。
1996年，中国政府发布关于领海范围的声明，七洲列岛是中国领海基点之一。
史籍里该名称首次出现于南宋钱塘人吴自牧所著的笔记《梦粱录·卷十二·江海船舰》：
若欲船泛外国买卖，则是泉州便可出洋。迤逦过七洲洋，舟中测水，约有七十余丈。……海洋近山礁则水浅，撞礁必坏船。全凭南针，或有少差，即葬鱼腹。自古舟人云：‘去怕七洲，回怕昆仑’。
中国历史学家韩振华（1921—1993）对此做了详细考证。
洪熙元年(1425)至宣德五年(1430)间著成的《郑和航海图》原载（明）茅元仪军事著作《武备志·卷二百四十占度载》，图上记述“七洲浮海面故名”，绘有七个岛屿之状，旁注“七洲”，即七洲山，位置在琼州海峡东口之外。
明末学者张燮（1574—1640）《东西洋考·卷九西洋针路》中的七州山、七州洋词条中引用了《琼州志·七州山/七州洋》的记载：
在文昌东一百里。海中有山，连起七峰，内有泉，甘冽可食。元兵刘深追宋端，……舟过此极险，稍贪东，便是万里石塘，即《琼志》所谓万州东之石塘海也。舟犯石塘，希脱者。七州洋打水一百三十托，若往交阯东京，用单申针五更，取黎母山。
例子中说明了七洲洋的地理位置是在文昌东一百里。
十六世纪晚期的中国古籍《顺风相送》所述的“各处州府山形水势深浅泥沙地礁石之图”条，七州山：山有七个，东上三个一个大，西下四个平大。七州洋一百二十托水。
成书于明末清初的《指南正法·大明唐山并东西二洋山屿水势》，第117页记载：“单未七更取七洲洋，有屿仔，东有三个西有四个。”这是文昌七洲列岛的典型特征，即东边是三个岛屿，西边是四个岛屿。